# Cassemartin
Cassemartin, est une ancienne commune du Gers. En 1823, elle est rattachée à la commune de L'Isle-Jourdain. Aujourd'hui, ce n'est plus qu'un hameau.

## Démographie
| 1793 | 1800 | 1806 | 1821 |
| ---- | ---- | ---- | ---- |
| 79   | 90   | 110  | 90   |